# Arcuphantes dubiosus
Arcuphantes dubiosus är en spindelart som beskrevs av Stefan Heimer 1987. Arcuphantes dubiosus ingår i släktet Arcuphantes och familjen täckvävarspindlar.
Artens utbredningsområde är Mongoliet. Inga underarter finns listade i Catalogue of Life.